# Leucanopsis hadenoides
Leucanopsis hadenoides là một loài bướm đêm thuộc phân họ Arctiinae, họ Erebidae.